# アレクサンドラ・イオシフォヴナ
アレクサンドラ・イオシフォヴナ（ヨシフォヴナとも、ロシア語: Александра Иосифовна, ラテン文字転写: Alexandra Iosifovna, 1830年7月8日 - 1911年7月6日）は、ロシアの皇族、ロシア大公妃。ニコライ1世の次男コンスタンチン・ニコラエヴィチ大公の妻。結婚前の名前は、アレクサンドラ・フリーデリケ・ヘンリエッテ・フォン・ザクセン＝アルテンブルク（Alexandra Friederike Henriette von Sachsen-Altenburg）。

## 人物
ザクセン＝アルテンブルク公ヨーゼフとその妃であるアマーリエ・フォン・ヴュルテンベルクの第5子として、アルテンブルク（現在のテューリンゲン州、アルテンブルガー・ラント郡）で生まれた。長姉アレクサンドリーネ・マリーはハノーファー王ゲオルク5世の妃。コンスタンティンの姉、ヴュルテンベルク王妃オリガ・ニコラエヴナの仲介により、シュトゥットガルトでコンスタンチンと見合いをし、婚約した。
1848年9月にコンスタンチンと結婚。6子の母となった。
- ニコライ（1850年 - 1918年）
- オリガ（1851年 - 1926年） - ギリシア王ゲオルギオス1世と結婚
- ヴェラ（1854年 - 1912年） - ヴュルテンベルク公オイゲンと結婚
- コンスタンチン（1858年 - 1915年）
- ドミトリー（1860年 - 1919年）
- ヴャチェスラフ（1862年 - 1879年）